# Fernando Puig de la Bellacasa
Fernando Puig de la Bellacasa y Aguirre (1 de agosto de 1952, Madrid) es un alto funcionario español.
Está licenciado en Derecho por la Universidad Complutense de Madrid y pertenece al Cuerpo Superior de Administradores Civiles del Estado. Es primo hermano de José Joaquín Puig de la Bellacasa y Esperanza Aguirre.
Ha ocupado diversos cargos a lo largo de su trayectoria profesional, como director general de Cooperación Informativa en Presidencia del Gobierno; consejero de información en la Embajada de España en Francia, director general de Política Interior y subsecretario del Ministerio de Interior.
En 1995 pasó a hacerse cargo de la Oficina Española de Turismo en París. Posteriormente, fue director del Palacio de Congresos de Madrid.
En abril de 2004 con la victoria socialista fue nombrado subsecretario de Sanidad y Consumo bajo el mando de la ministra Elena Salgado y desde julio de 2007, con la llegada de esta al Ministerio de Administraciones Públicas fue nombrado secretario de Estado de Cooperación Territorial.
La llegada de Manuel Chaves a dicho ministerio supuso que Fernando Puig de la Bellacasa fuera sustituido por Gaspar Zarrías y fuese nombrado secretario general de Relaciones Institucionales y Coordinación del ministerio de Fomento bajo las órdenes de José Blanco. Ocupó el cargo hasta el 30 de diciembre de 2011.
Bajo la dependencia directa del Secretario de Estado-Presidente del Consejo Superior de Deportes (CSD), Miguel Cardenal, ocupa desde el año 2012 la Subdirección General de Deporte Profesional y Control Financiero, ejerciendo las tareas de supervisión económico-financiera del deporte profesional y federado.
Tiene diversas condecoraciones, españolas y extranjeras, entre las que cabe destacar la Gran Cruz de la Orden del Mérito Civil, la Encomienda de la Orden de Isabel la Católica, Caballero de la Legión de Honor de la República Francesa y la Encomienda del Mérito de la República Francesa.